# Operace Koridor 92
Operace Koridor 92 (srbochorvatsky Операција Коридор 92, Operacija Koridor 92) byla největší operací během bosenské války vedené Armádou Republiky srbské (VRS) proti silám Chorvatské rady obrany (HVO) a Chorvatské armády (HV) v oblasti Posáví na severu Bosny a Hercegoviny Hercegovina mezi 24. červnem a 6. říjnem 1992. Cílem ofenzivy bylo obnovit silniční spojení mezi městem Banja Luka na západě země a východními částmi území ovládaného bosenskými Srby. Ofenzíva byla vyvolána dobytím Derventy HV a HVO – což zablokovalo jedinou pozemní komunikaci mezi územími kontrolovanými VRS.
VRS úspěšně dobyla Derventu a zatlačila HVO a HV na sever, přičemž k tomu dobyla několik měst. Ve druhé fázi ofenzívy VRS dosáhla řeky Sávy, hranice s Chorvatskem, a zničila předmostí držené HV a HVO u Bosenského Brodu. Ofenzíva zahrnovala více než 60 000 vojáků a měla za následek těžké ztráty všech stran, zejména HVO. Chorvatská rada národní obrany nechala vypracovat zprávu o ztrátě Posáví a obvinila z porážky vnitřní konflikty, dvojitý řetězec velení a neúčinnou kontrarozvědku. Výsledek později vyvolal spekulace, že šlo o výsledek politického ujednání mezi srbskými a chorvatskými vůdci s cílem zajistit obchod s půdou, ačkoli analýza Ústřední zpravodajské služby taková obvinění odmítla.